# Sommer-Paralympics 2020/Pararudern
Bei den Sommer-Paralympics 2020 in Tokio wurden vom 27. bis 29. August 2021 in insgesamt vier Wettbewerben im Pararudern Medaillen vergeben. Die Regatten fanden auf dem Sea Forest Waterway in der Bucht von Tokio statt. Erstmals wurde bei den Paralympics über 2000 Meter gerudert.

## Klassen
Im Behinderten-Rudersport wird in drei Klassen unterschieden. Im Vergleich zu den vorherigen Spielen haben sich die Namen der Klassen geändert.
- PR1, für Ruderer mit fehlender Rumpfstabilität (Männer und Frauen Einer).
- PR2, für Ruderer mit Amputationen, Rückenmarkgeschädigte oder Cerebralparetiker (Mixed Zweier).
- PR3, für Ruderer mit eingeschränktem Sehvermögen, leichten Amputationen und halbseitiger Lähmung (Mixed Vierer).

## Zeitplan
In allen vier Wettbewerben fanden am ersten Tag zwei Vorläufe und am zweiten Tag zwei Hoffnungsläufe statt. Am letzten Tag wurden die Positionen in einem A- und B-Finale ausgefahren.
| Wettbewerbe      | August | August | August |
| Männer           | 27.    | 28.    | 29.    |
| ---------------- | ------ | ------ | ------ |
| PR1-Einer        |        |        |        |
| Frauen           | 27.    | 28.    | 29.    |
| PR1-Einer        |        |        |        |
| Mixed            | 27.    | 28.    | 29.    |
| PR2-Doppelzweier |        |        |        |
| PR3-Vierer ohne  |        |        |        |
| Entscheidungen   | 0      | 0      | 4      |

|  | Qualifikation |  | Medaillenentscheidung |

## Ergebnisse

### Para-Frauen-Einer (PR1 W1x)
| Platz | Land        | Athletin              | Zeit (min) |
| ----- | ----------- | --------------------- | ---------- |
| 1     | Norwegen    | Birgit Skarstein      | 10:56,88   |
| 2     | Israel      | Moran Samuel          | 11:18,39   |
| 3     | Frankreich  | Nathalie Benoit       | 11:28,44   |
| 4     | Ukraine     | Anna Scheremet        | 11:48,10   |
| 5     | Deutschland | Sylvia Pille-Steppat  | 12:02,47   |
| 6     | Brasilien   | Claudia Cicero Sabino | 12:57,80   |

Datum: 29. August 2021, 10:50 Uhr (JST) / 3:50 Uhr (MESZ)
Den ersten Vorlauf gewann die Norwegerin Birgit Skarstein. Die Israelin Moran Samuel gewann den zweiten Vorlauf. Weil der Sitz jedoch beweglich war, wurde sie auf den letzten Platz im Vorlauf versetzt und musste den Umweg über den Hoffnungslauf nehmen. Sylvia Pille-Steppat vom Wilhelmsburger RC qualifizierte sich mit einem zweiten Platz im zweiten Hoffnungslauf für das A-Finale.

### Para-Männer-Einer (PR1 M1x)
| Platz | Land                   | Athlet              | Zeit (min) |
| ----- | ---------------------- | ------------------- | ---------- |
| 1     | Ukraine                | Roman Poljanskyj    | 9:48,78    |
| 2     | Australien             | Erik Horrie         | 10:00,82   |
| 3     | Brasilien              | Rene Campos Pereira | 10:03,54   |
| 4     | Spanien                | Javier Reja Munoz   | 10:06,73   |
| 5     | Vereinigtes Königreich | Benjamin Pritchard  | 10:06,95   |
| 6     | Israel                 | Shmuel Daniel       | 10:23,02   |

Datum: 29. August 2021, 11:10 Uhr (JST) / 4:10 Uhr (MESZ)
Der Brasilianer Rene Campos Pereira und der Ukrainer Roman Poljanskyj qualifizierten sich direkt für das A-Finale. Marcus Klemp von der Offenbacher RG Undine verpasste das A-Finale im Hoffnungslauf um 11,27 Sekunden. Dort stellte er mit 9:40,05 Minuten einen neuen deutschen Rekord auf.

### Para-Mixed-Doppelzweier (PR2 Mix2x)
| Platz | Land                   | Athleten                             | Zeit (min) |
| ----- | ---------------------- | ------------------------------------ | ---------- |
| 1     | Vereinigtes Königreich | Laurence Whiteley Lauren Rowles      | 8:38,99    |
| 2     | Niederlande            | Annika van der Meer Corne de Koning  | 8:43,85    |
| 3     | Volksrepublik China    | Shuang Liu Jijian Jiang              | 8:49,42    |
| 4     | Ukraine                | Switlana Bohuslawska Jaroslaw Kojuda | 8:54,97    |
| 5     | Italien                | Chiara Nardo Gian Filippo Mirabile   | 9:11,65    |
| 6     | Polen                  | Jolanta Majka Michał Gadowski        | 9:29,81    |

Datum: 29. August 2021, 11:30 Uhr (JST) / 4:30 Uhr (MESZ)
Der chinesische und britische Doppelzweier gewannen ihre Vorläufe und qualifizierten sich direkt für das A-Finale. Liu und Jiang führten das Rennen in der ersten Hälfte an. Danach übernahmen Whiteley und Rowles die Führung.

### Para-Mixed-Vierer mit Steuermann/-frau (PR3 Mix4+)
| Platz | Land                   | Athleten                                                                            | Zeit (min) |
| ----- | ---------------------- | ----------------------------------------------------------------------------------- | ---------- |
| 1     | Vereinigtes Königreich | Ellen Buttrick Giedre Rakauskaite James Fox Oliver Stanhope Erin Kennedy (St.)      | 7:09,08    |
| 2     | Vereinigte Staaten     | Allie Reilly Danielle Hansen Charley Nordin John Tanguay Karen Petrik (St.)         | 7:20,13    |
| 3     | Frankreich             | Erika Sauzeau Antoine Jesel Rémy Taranto Margot Boulet Robin Le Barreau (St.)       | 7:27,04    |
| 4     | Australien             | Alexandra Viney Nikki Ayers Thomas Birtwhistle James Talbot Renae Domaschenz (St.)  | 7:34,73    |
| 5     | Italien                | Cristina Scazzosi Alessandro Brancato Lorenzo Bernard Greta Muti Lorena Fiuna (St.) | 7:37,53    |
| 6     | Israel                 | Michal Feinblat Simona Goren Shtouk Barak Hazor Achiya Klein Marlaina Miller (St.)  | 7:51,42    |

Datum: 29. August 2021, 11:50 Uhr (JST) / 4:50 Uhr (MESZ)
Der US-amerikanische und britische Vierer gewannen ihre Vorläufe und qualifizierten sich direkt für das A-Finale.

## Qualifikation
Folgende Nationen erkämpften in verschiedenen Bootsklassen Quotenplätze:
| Nation                            | Männer    | Frauen    | Mixed            | Mixed      | Boote |
| Nation                            | PR1-Einer | PR1-Einer | PR2-Doppelzweier | PR3-Vierer | Boote |
| --------------------------------- | --------- | --------- | ---------------- | ---------- | ----- |
| Australien                        | X         |           | X                | X          | 3     |
| Argentinien                       |           | X         |                  |            | 1     |
| Brasilien                         | X         | X         | X                | X          | 4     |
| Volksrepublik China               |           |           | X                |            | 1     |
| Deutschland                       | X         | X         |                  |            | 2     |
| Frankreich                        |           | X         | X                | X          | 3     |
| Großbritannien                    | X         |           | X                | X          | 3     |
| Israel                            | X         | X         |                  | X          | 3     |
| Italien                           |           |           | X                | X          | 2     |
| Japan                             |           | X         |                  | X          | 2     |
| Kanada                            |           |           | X                | X          | 2     |
| Kenia                             |           | X         |                  |            | 1     |
| Mexiko                            | X         |           |                  |            | 1     |
| Niederlande                       |           |           | X                |            | 1     |
| Nigeria                           | X         |           |                  |            | 1     |
| Norwegen                          |           | X         |                  |            | 1     |
| Polen                             |           |           | X                |            | 1     |
| Russisches Paralympisches Komitee | X         |           |                  | X          | 2     |
| Spanien                           | X         |           |                  | X          | 2     |
| Sri Lanka                         | X         |           |                  |            | 1     |
| Südkorea                          |           | X         |                  |            | 1     |
| Ukraine                           | X         | X         | X                | X          | 4     |
| Usbekistan                        |           |           | X                |            | 1     |
| Vereinigte Staaten                | X         | X         | X                | X          | 4     |
| Belarus                           |           | X         |                  |            | 1     |
| Gesamt: 25 NPKs                   | 12        | 12        | 12               | 12         | 48    |